# Kevin Quinn
Kevin Gerard Quinn (Chicago, 1997. május 21. –) amerikai színész, énekes.
Legismertebb alakítása Xander 2015 és 2017 között a Kikiwaka tábor című sorozatban. Ezen kívül az Két bébiszitter kalandjai című filmben és az Életem nyara című 2021-es musicalben is szerepelt.

## Fiatalkora
Quinn Chicagóban született Wilmetteben nevelkedett. Édesapja Brian Quinn reklámvezető, édesanyja Tamara Quinn, a Pulling Down the Moon alapítója. Van egy ikertestvére.

## Pályafutása
A színészi karrierje előtt szerepelt az American Idol 12. évadában. Bejutott a legjobb 60 férfi előadó közé.
Színészi karrierjét a Bűnös Chicago egyik epizódjában kezdte.
2015 és 2017 között főszereplő volt a Disney Channel Kikiwaka tábor című sorozatában. 2016-ban szerepelt a Két bébiszitter kalandjai című filmben.2021-ben az Életem nyara című musicalben főszerepet kapott.

## Filmográfia

### Film
| Év   | Magyar cím                | Eredeti cím               | Szerep                    | Magyar hang  |
| ---- | ------------------------- | ------------------------- | ------------------------- | ------------ |
| 2021 | Életem nyara              | A Week Away               | Will Hawkins (főszerep)   |              |
| 2020 | Hubie, a halloween hőse   | Hubie Halloween           | Pennywisenak öltözött fiú |              |
| 2019 |                           | A Christmas Love Story    | Danny Scanton             |              |
| 2016 | Két bébiszitter kalandjai | Adventures in Babysitting | Zac Chase                 | Czető Roland |

### Televízió
| Év        | Magyar cím                 | Eredeti cím   | Szerep      | Megjegyzések                             |
| --------- | -------------------------- | ------------- | ----------- | ---------------------------------------- |
| 2019      |                            | Champions     | Gregg       | 3 epizód                                 |
| 2015–2017 | Kikiwaka tábor             | Bunk'd        | Xander      | főszereplő magyar hangja Dékány Barnabás |
| 2015      | Shameless – Szégyentelenek | Shameless     | 17 éves fiú | 1 epizód: I'm the Liver                  |
| 2014      | Bűnös Chicago              | Chicago P.D.  | Nate Hansen | 1 epizód: Hozd a cigarettám!             |
| 2013      |                            | American Idol | önmaga      | versenyző                                |